# Samuel Roth (geolog)

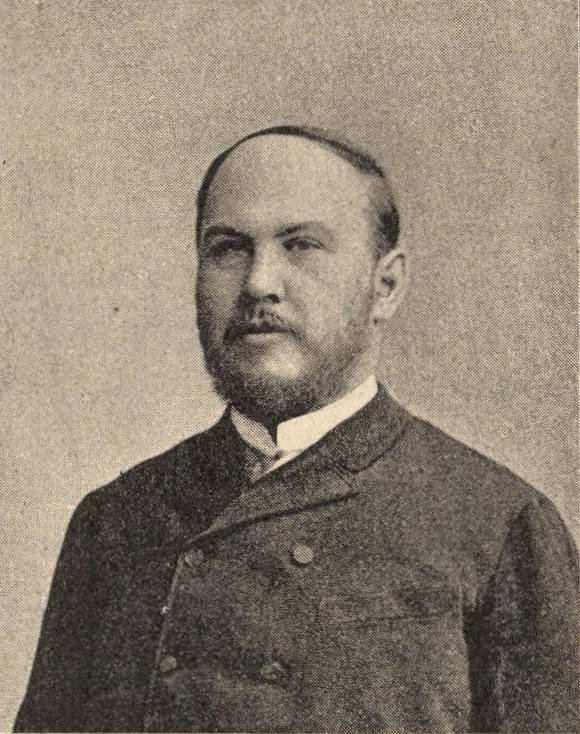
Samuel Roth (1851-1889)

Samuel Roth (węg. poprawnie Roth lub błędnie Róth; ur. 18 grudnia 1851 r. w Wierzbowie na Spiszu – zm. 17 listopada 1889 r. w Lewoczy) – spiskoniemiecki pedagog, geolog, speleolog, działacz turystyczny.

## Życiorys
Pochodził z niezamożnej rodziny. Do liceum uczęszczał w Kieżmarku. Po ukończeniu szkoły z doskonałymi wynikami marzeniem jego rodziny było, by podjął studia teologiczne. On jednak w 1871 r. zdecydował się na studia przyrodnicze, które odbył w Budapeszcie. Po uzyskaniu w 1874 r. doktoratu był profesorem gimnazjalnym w Lewoczy, zaś od 1887 dyrektorem tamtejszego gimnazjum. Był świetnym pedagogiem, autorem licznych prac i artykułów o tematyce pedagogicznej oraz podręczników szkolnych z zakresu botaniki, zoologii i mineralogii. Dla swych uczniów urządzał często wycieczki, m.in. w Tatry.
Prowadził badania naukowe w dziedzinie geologii, glacjologii, limnologii i speleologii Tatr i ich otoczenia. Był czynny głównie na Spiszu. Ogłosił liczne prace naukowe po węgiersku i niemiecku, np. o trachitach Gór Zemplińskich, o granitach tatrzańskich, o relacjach hydrologiczno-geologicznych Braniska, o dawnych lodowcach tatrzańskich, o powstaniu dolin i jezior tatrzańskich. Był jednym z pierwszych badaczy jaskiń na terenie ówczesnych Węgier, zwłaszcza na Spiszu i w Tatrach (opisał m.in. jaskinie Tatr Bielskich i Doliny Jaworowej). W oparciu o badania szeregu jaskiń w Tatrach, Pieninach (jaskinia Aksamitka, 1879) i tzw. Krasie Rużyńskim (Veľká Ružínska jaskyňa, 1879) wykazał ich zasiedlenie przez ludzi od okresu paleolitu i dziś uznawany jest za pioniera słowackiej speleoarcheologii. Pisywał również na tematy związane z turystyką tatrzańską oraz publikował popularne artykuły o przyrodzie Tatr (o świstaku, o szarotce i kosodrzewinie itd.). Niektóre prace naukowe Rotha omawiano, streszczano lub tłumaczono w ówczesnych polskich wydawnictwach, m.in. w lwowskim "Kosmosie" i warszawskim "Wszechświecie".
Roth był jednym z najbardziej czynnych działaczy Węgierskiego Towarzystwa Karpackiego (MKE), od 1877 r. członkiem jego zarządu, zaś od roku 1884 (tj. po rezygnacji Antona Dollera) aż do swojej śmierci urzędującym wiceprezesem. Dzięki solidnej wiedzy i działalności publicystycznej został też w 1879 r. członkiem komitetu redakcyjnego roczników Towarzystwa. W 1881 r. Roth został wybrany na przewodniczącego komitetu muzealnego, który doprowadził do powstania Muzeum Karpackiego w Popradzie.
Zmarł nagle mając zaledwie 38 lat. Pochowany został w Lewoczy. W niemieckim i węgierskim nazewnictwie Tatr uczczono go przez nadanie jego nazwiska Zadniemu Gierlachowi (niem. Samuel Roth Spitze, węg. Roth Sámuel-csúcs), jednak nazwy te się nie utrzymały.

## Niektóre publikacje
- Die Granite der Hohen Tátra ("Jahrbuch des UKV" 3, 1876);
- Jegyzetek a Magas-Tátrából ("Földtani Közlöny" 8, 1878);
- Turmalinfels im Felker Thal ("Jahrbuch des UKV" 9, 1882);
- A Magas-Tátra déli oldalának hajdani jégárairól ("Földtani Közlöny" 15, 1885, nr 1 i 2);
- A Magas-Tátra északi oldalának hajdani jégárai (("Földtani Közlöny" 18, 1888);
- Ueber Thal- und Seebildung in der Hohen Tátra ("Jahrbuch des UKV" 5, 1878);
- Magas Tatrai tavak ("Földrajzi Közlemények" 15, 1887, nr 9 i 10);
- Die Höhlen der Hohen Tátra und Umgebung ("Jahrbuch des UKV" 9, 1882).